# Сурдул
Сурдул (на сръбски: Сурдул или Surdul) е село в Югоизточна Сърбия, Пчински окръг, Град Враня, община Враня.

## География
Селото се намира в планински район. Разположено е на западния склон на рида Мотина. По своя план е пръснат тип селище. Отстои на 20 км югоизточно от общинския и окръжен център Враня, на югозапад от село Вишевце, на югоизток от село Наставце и на север от село Чурковица.

## История
Първоначално Сурдул е купно село, разположено в местността Село (Селище). Впоследствие жителите му се установяват в имотите си извън селото и постепенно се оформят отделните махали. Към 1903 г. селото е съставено от шест махали – Мотина, Ливада, Преслоп, Ябуче, Пайкинска (Езеро) и Коник и има 60 къщи.
По време на Първата световна война селото е във военновременните граници на Царство България, като административно е част от Вранска околия на Врански окръг.

## Етимология на името
Името на селото има влашки произход. Това се обяснява лесно с факта, че на Мотина са живели власи.

## Население
Според преброяването на населението от 2011 г. селото има 18 жители.

### Етнически състав
Данните за етническия състав на населението са от преброяването през 2002 г.
- сърби – 30 жители (68,18%)
- неизяснени – 14 жители (31,82%)